# Palæstinensiske eksodus 1948
Den palæstinensiske eksodus 1948 (arabisk: الهجرة الفلسطينية al-Hijra al-Filasteeniya) også kendt som Nakba, refererer til den flugt som palæstinensere foretog under den arabisk-israelske krig 1948.
FN's endelige vurdering af antallet af palæstinensiske flygtninge uden for Israel efter 1948-krigen var 711.000 i 1951. Omkring en fjerdedel af de cirka 160.000 arabiske palæstinensere, som blev tilbage i Israel, var interne flygtninge. I dag regner man med, at de palæstinensiske flygtninge og deres efterkommere tæller mere end 4 millioner.
Denne første eksodus og den nuværende situation for de palæstinensiske flygtninge er et betændt område af største vigtighed for alle parter i den arabisk-israelske konflikt.

## Baggrund
Historien om den palæstinensiske eksodus er tæt knyttet til krigen om Palæstina, som varede fra 1947 til 1949. Mange faktorer spillede en rolle for at det skete.